# Chanquillo
Chanquillo — que les anglophones écrivent Chankillo — est un site archéologique du Pérou qui combine un observatoire solaire et un calendrier monumental, datant du IVe siècle av. J.-C. Il est situé dans le département d'Ancash ( province de Casma). Ce témoignage des civilisations Chavín et Moche, possède à la fois des attributs de centre rituel, administratif et défensif.
L'ensemble archéo astronomique est inscrit au patrimoine mondial de l'UNESCO depuis juillet 2021.

## Localisation
Le site a été découvert dans le désert de Casma (en). Il est situé à environ 365 kilomètres au nord de Lima. Il occupe une superficie de 2 000 ha.
Les collines Lomas de Mongón le séparent de l'océan Pacifique. Elles constituent une barrière naturelle à la brume océanique, ce qui explique en partie la visibilité exceptionnelle de l'observatoire.
Alors que la région est encadrée de grandes chaînes de montagnes, le site est entouré de collines basses avec un horizon bien dégagé, permettant une bonne observation du Soleil.

## Monuments

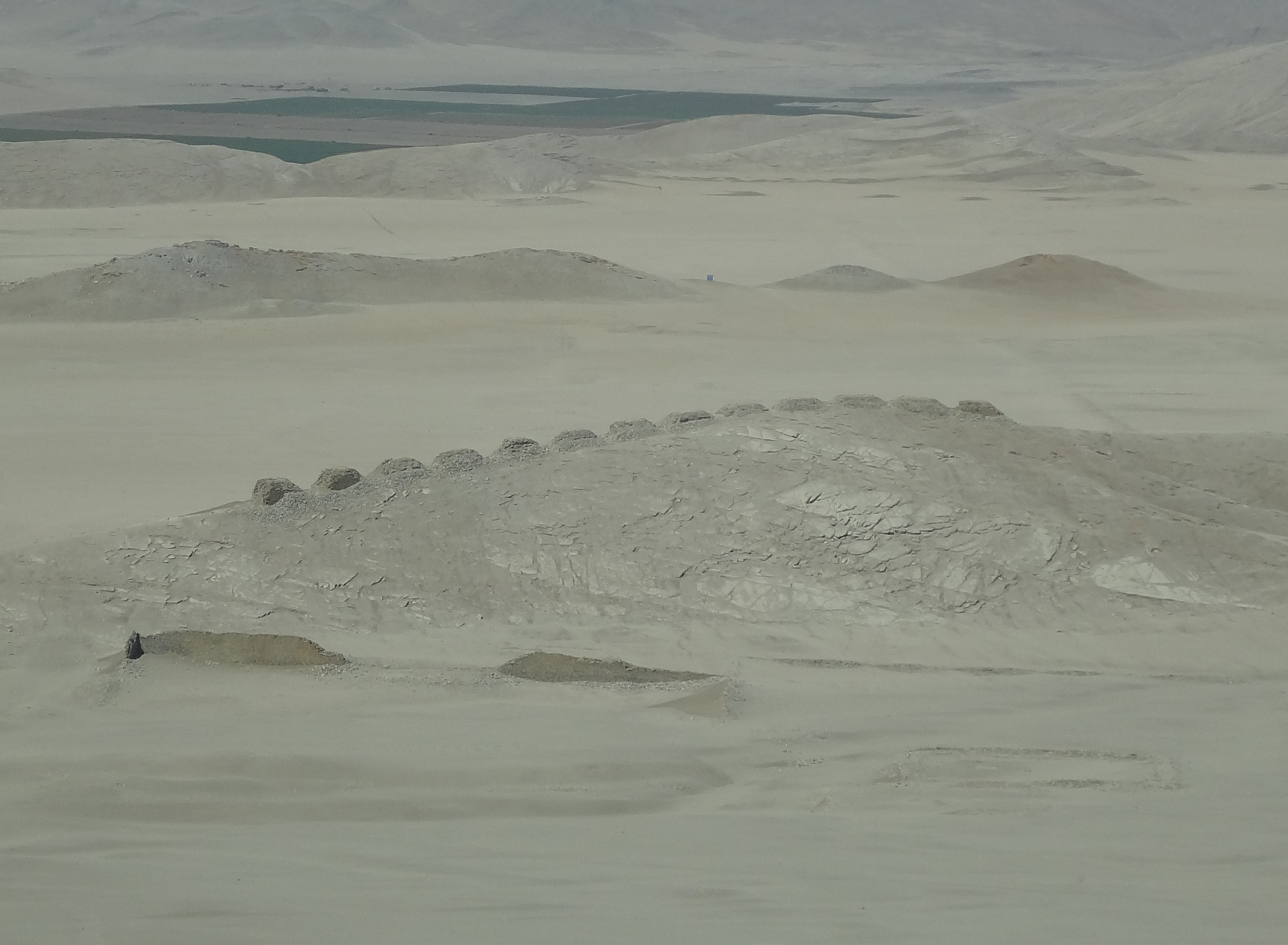
Les treize tours de Chanquillo vues de la forteresse.

Le site de Chanquillo se compose des structures suivantes :
- Treize tours, mesurant 2 à 6 m de haut, alignées sur une crête orientée nord-sud. Les tours sont espacées d'environ 5 m. Chaque tour comporte deux escaliers étroits, l'un au nord, l'autre au sud, menant au sommet; sauf la dernière tour qui n'a qu'un escalier.
- Un fort entouré de deux murailles concentriques de 6 m de large et 12 m de haut, à 1 km au nord-ouest des tours.
- Une place entourée de nombreux bâtiments, au pied de la crête côté est.
- Les archéologues estiment que le lieu était habité entre 500 et 200 avant J.-C. Les bâtisseurs appartiennent à une culture qui n'était pas liée aux cultures pré-incas de cette époque. Ils auraient construit le temple sur une période  de 25 ans environ[2].

## Interprétation astronomique
De nombreux éléments indiquent que ce site servait à l'observation du Soleil. En se plaçant en un point précis situé à 235 m de la crête, un observateur voit le Soleil se lever dans différents créneaux (formés par les tours) selon l'époque de l'année. Ainsi, le 21 décembre, date du solstice d'été dans l'hémisphère Sud, le soleil se lève à droite de la première tour. Au fur et à mesure que l'année avance, il se déplace ensuite à gauche, entre les tours. Le 21 juin jour du solstice d'hiver, il se lève à gauche de la dernière tour. Ensuite, le soleil se déplace à droite pour revenir en décembre et se lever près de la tour située à l'extrême droite.
La connaissance des saisons était utile pour l'agriculture, en particulier, les périodes de plantation et de récolte. La précision était de deux à trois jours tout au long de l'année. Les dates des solstices étaient les plus faciles à repérer et prenaient donc une grande importance culturelle.

## Calendrier des fêtes religieuses
Les archéologues estiment que l'objectif principal de Chankillo était de fournir un calendrier cérémoniel. L’observation directe du mouvement annuel du soleil le long d'un horizon artificiel permettait de régler des événements saisonniers tels que des fêtes religieuses ou les événements traditionnels.
Cela expliquerait la présence d'une place qui pouvait accueillir d'importants groupes de pèlerins.

## Protection
L'ensemble archéo astronomique de Chanquillo est inscrit sur la liste du patrimoine mondial par l'UNESCO le 27 juillet 2021.